# Saccopteryx antioquensis
Saccopteryx antioquensis е вид бозайник от семейство Emballonuridae.

## Разпространение
Видът е разпространен в Колумбия.